# Галечник
Га́лечник, також ріняк — незцементована осадова порода псефітової структури, уламкова фракція якої представлена переважно галькою, хоча до 10 % може бути валунів, гравію, піску, супіску тощо. За петрографічним складом, формою, розташуванням і орієнтуванням осей гальки виділяють різні генетичні типи галечників, а також встановлюють напрямок зносу уламкового матеріалу і його розташування в зоні розмиву. Це дає змогу реконструювати палеогеографічні умови на певній території. Використовують у будівництві як заповнювач для бетонів, як оздоблювальне каміння екстер'єрів (викладають доріжки, облицьовують стіни тощо).

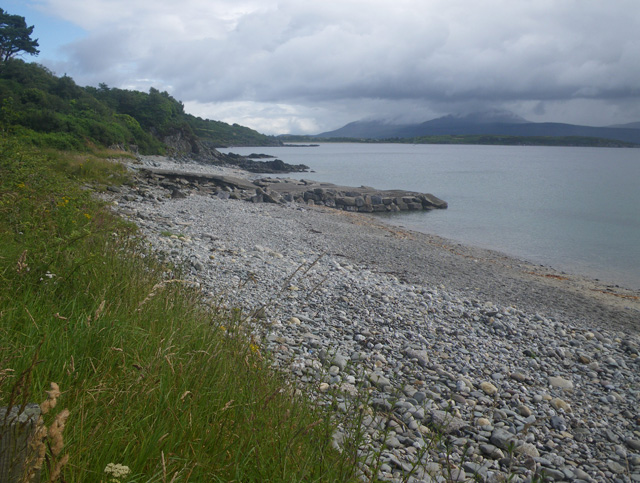
Галечниковий пляж в затоці Торісдейл, Шотландія

За структурою галечники поділяють на такі підвиди:
- великогалечники (50-100 мм)
- середньогалечники (50-25 мм)
- дрібногалечники (10-25 мм)

За компонентним складом галечники поділяють на такі групи:
- мономіктні (галька одного виду порід)
- олігоміктні (декілька різних порід)
- поліміктні (багато різноманітних порід)

За генезисом виділяють такі типи:
- русловий (алювіальний)
- пролювіальний
- прибережний (пляжний)

## Знамениті галечникові пляжі світу
- Alby, Öland, Швеція
- Birdling's Flat, Нова Зеландія
- Брайтон, Англія
- Chesil Beach, Англія
- Dungeness, Англія
- Hawar Islands, Бахрейн
- Herne Bay, Kent, Англія
- Omaha Beach, Normandy, Франція
- Slapton Sands, Англія
- Short Beach (Oregon) США
- The Stade, Гастінгс, Англія
- Ixia Beach, Родос, Греція
- Bajo del Mar, Мексика
- Південний берег Криму, Україна